# Contea di Binchuan
La contea di Binchuan (宾川县S, Bīnchuān XiànP) è una contea della Cina, situata nella provincia di Yunnan e amministrata dalla prefettura autonoma bai di Dali.